# Серпувко
Серпувко (пол. Sierpówko) — село в Польщі, у гміні Казьмеж Шамотульського повіту Великопольського воєводства. Населення — 77 осіб (2011).
У 1975-1998 роках село належало до Познанського воєводства.

## Демографія
Демографічна структура станом на 31 березня 2011 року:
|          | Загалом | Допрацездатний вік | Працездатний вік | Постпрацездатний вік |
| -------- | ------- | ------------------ | ---------------- | -------------------- |
| Чоловіки | 39      | 7                  | 31               | 1                    |
| Жінки    | 38      | 10                 | 23               | 5                    |
| Разом    | 77      | 17                 | 54               | 6                    |